# Hotter Than Hell Tour
Hotter Than Hell Tour bylo druhé turné americké rockové skupiny Kiss. Koncerty jsou složeny z písniček z prvního alba a z
Hotter Than Hell. Vystoupení v San Franciscu z 31. ledna 1975 bylo natočeno a později vydáno jako součást Kissology Volume 1: 1974–1977

## Seznam písní
1. Deuce
2. Strutter
3. Got to Choose
4. Hotter Than Hell
5. Firehouse
6. She (Ace Frehley kytarové sólo)
7. Watchin' You
8. Nothin' to Lose
9. Parasite
10. Gene Simmons basové sólo
11. 100,000 Years (Peter Criss sólo na bicí)
12. Black Diamond

### Přídavky
1. Cold Gin
2. Let Me Go, Rock 'n' Roll

## Turné v datech
| Datum              | Město             | Stát                   | Místo konání                           |
| ------------------ | ----------------- | ---------------------- | -------------------------------------- |
| 13. září 1974      | Waterloo          | Kanada                 | WLU Theatre Auditorium                 |
| 14. září 1974      | Toronto           | Kanada                 | Victory Burlesque Theatre (2 koncerty) |
| 15. září 1974      | Lock Haven        | Spojené státy americké | Thomas Field House                     |
| 16. září 1974      | Wilkes-Barre      | Spojené státy americké | Paramount Theater                      |
| 18. září 1974      | Atlanta           | Spojené státy americké | Alex Cooley's Electric Ballroom        |
| 19. září 1974      | Atlanta           | Spojené státy americké | Alex Cooley's Electric Ballroom        |
| 20. září 1974      | Atlanta           | Spojené státy americké | Alex Cooley's Electric Ballroom        |
| 21. září 1974      | Atlanta           | Spojené státy americké | Alex Cooley's Electric Ballroom        |
| 27. září 1974      | Louisville        | Spojené státy americké | Commonwealth Convention Center Arena   |
| 28. září 1974      | Detroit           | Spojené státy americké | Michigan Palace                        |
| 29. září 1974      | Evansville        | Spojené státy americké | Roberts Municipal Stadium              |
| 1. října 1974      | Jacksonville      | Spojené státy americké | Leone Cole Auditorium                  |
| 3. října 1974      | Nashville         | Spojené státy americké | War Memorial Auditorium                |
| 4. října 1974      | Houston           | Spojené státy americké | Houston Music Hall                     |
| Severní Amerika    |                   |                        |                                        |
| 17. října 1974     | Comstock Park     | Spojené státy americké | Thunderchicken                         |
| 18. října 1974     | Hammond           | Spojené státy americké | Parthenon                              |
| 19. října 1974     | Toledo            | Spojené státy americké | Valentine Theatre                      |
| 21. října 1974     | Lansing           | Spojené státy americké | Brewery                                |
| 22. října 1974     | Lansing           | Spojené státy americké | Brewery                                |
| 25. října 1974     | Passaic           | Spojené státy americké | Capitol Theatre                        |
| 27. října 1974     | Youngstown        | Spojené státy americké | Tomorrow Club                          |
| 30. října 1974     | Columbus          | Spojené státy americké | The Agora                              |
| 31. října 1974     | Peru              | Spojené státy americké | Peru Circus Center Building            |
| 2. listopadu 1974  | Des Plaines       | Spojené státy americké | Maine West High School                 |
| 3. listopadu 1974  | Duluth            | Spojené státy americké | Duluth Entertainment Convention Center |
| 7. listopadu 1974  | St. Louis         | Spojené státy americké | Kiel Auditorium                        |
| 8. listopadu 1974  | Chicago           | Spojené státy americké | Aragon Ballroom                        |
| 10. listopadu 1974 | University Center | Spojené státy americké | Delta College Gymnasium                |
| 12. listopadu 1974 | Minot             | Spojené státy americké | Minot Municipal Auditorium             |
| 16. listopadu 1974 | Asbury Park       | Spojené státy americké | Sunshine Inn                           |
| 21. listopadu 1974 | Cedar Rapids      | Spojené státy americké | Coliseum                               |
| 23. listopadu 1974 | Atlanta           | Spojené státy americké | Alexander Memorial Coliseum            |
| 24. listopadu 1974 | Columbia          | Spojené státy americké | Carolina Coliseum                      |
| 27. listopadu 1974 | Greenville        | Spojené státy americké | Memorial Auditorium                    |
| 28. listopadu 1974 | Charlotte         | Spojené státy americké | Charlotte Coliseum                     |
| 29. listopadu 1974 | Charleston        | Spojené státy americké | Auditorium                             |
| 30. listopadu 1974 | Fayetteville      | Spojené státy americké | Cumberland County Memorial Auditorium  |
| 1. prosince 1974   | Asheville         | Spojené státy americké | Asheville Civic Center                 |
| 6. prosince 1974   | Bowling Green     | Spojené státy americké | Van Meter Auditorium                   |
| 8. prosince 1974   | Evansville        | Spojené státy americké | Roberts Stadium                        |
| 10. prosince 1974  | Davenport         | Spojené státy americké | Palmer Auditorium                      |
| 11. prosince 1974  | Cedar Grove       | Spojené státy americké | Meadowbrook Theater                    |
| 12. prosince 1974  | Flint             | Spojené státy americké | IMA Sports Arena                       |
| 13. prosince 1974  | La Crosse         | Spojené státy americké | Mary E. Sawyer Auditorium              |
| 18. prosince 1974  | La Porte          | Spojené státy americké | La Porte Armory                        |
| 20. prosince 1974  | Detroit           | Spojené státy americké | Michigan Palace                        |
| 21. prosince 1974  | Detroit           | Spojené státy americké | Michigan Palace                        |
| 22. prosince 1974  | London            | Kanada                 | London Gardens                         |
| 23. prosince 1974  | Wilkes-Barre      | Spojené státy americké | Paramount Theater                      |
| 26. prosince 1974  | Grand Rapids      | Spojené státy americké | Civic Auditorium                       |
| 27. prosince 1974  | Fort Wayne        | Spojené státy americké | Allen County War Memorial Coliseum     |
| 28. prosince 1974  | Indianapolis      | Spojené státy americké | Convention Center                      |
| 29. prosince 1974  | South Bend        | Spojené státy americké | Edmund P. Joyce Center                 |
| 30. prosince 1974  | Springfield       | Spojené státy americké | Illinois State Armory                  |
| 31. prosince 1974  | Evansville        | Spojené státy americké | Soldiers and Sailors Memorial Coliseum |
| 7. ledna 1975      | Lethbridge        | Kanada                 | ENMAX Centre                           |
| 9. ledna 1975      | Vancouver         | Kanada                 | Commodore Ballroom                     |
| 10. ledna 1975     | Portland          | Spojené státy americké | Paramount Theater                      |
| 11. ledna 1975     | Medford           | Spojené státy americké | Medford Armory                         |
| 12. ledna 1975     | Seattle           | Spojené státy americké | Paramount Theatre                      |
| 14. ledna 1975     | Eugene            | Spojené státy americké | Eugene Expo Building                   |
| 17. ledna 1975     | Long Beach        | Spojené státy americké | Long Beach Arena                       |
| 18. ledna 1975     | San Bernardino    | Spojené státy americké | Swing Auditorium                       |
| 19. ledna 1975     | San Diego         | Spojené státy americké | Civic Theater                          |
| 21. ledna 1975     | Denver            | Spojené státy americké | Regis Field House                      |
| 23. ledna 1975     | Salt Lake City    | Spojené státy americké | Terrace Ballroom                       |
| 26. ledna 1975     | Fresno            | Spojené státy americké | Selland Arena                          |
| 31. ledna 1975     | San Francisco     | Spojené státy americké | Winterland Ballroom                    |
| 1. února 1975      | Santa Monica      | Spojené státy americké | Civic Auditorium                       |